# أسفل ثمكة (المفلحي)

تعديل مصدري - تعديل

اسفل ثمكة هي إحدى قرى عزلة المفلحي بمديرية المفلحي التابعة لمحافظة لحج، بلغ تعداد سكانها 24 نسمة حسب تعداد اليمن لعام 2004.